# Карбондейл (Канзас)
Карбондейл (англ. Carbondale) — місто (англ. city) в США, в окрузі Осейдж штату Канзас. Населення — 1352 особи (2020).

## Географія
Карбондейл розташований за координатами 38°49′18″ пн. ш. 95°41′35″ зх. д. / 38.82167° пн. ш. 95.69306° зх. д. (38.821793, -95.693154).  За даними Бюро перепису населення США в 2010 році місто мало площу 2,01 км², з яких 1,94 км² — суходіл та 0,06 км² — водойми.

## Демографія
Згідно з переписом 2010 року, у місті мешкало 1437 осіб у 590 домогосподарствах у складі 385 родин. Густота населення становила 716 осіб/км².  Було 637 помешкань (317/км²).
Расовий склад населення:
| - 95,8 % — білих - 1,2 % — корінних американців - 0,3 % — чорних або афроамериканців - 0,2 % — азіатів - 0,1 % — вихідців з тихоокеанських островів |

До двох чи більше рас належало 2,1 %. Частка іспаномовних становила 2,9 % від усіх жителів.
За віковим діапазоном населення розподілялося таким чином: 26,5 % — особи молодші 18 років, 60,3 % — особи у віці 18—64 років, 13,2 % — особи у віці 65 років та старші. Медіана віку мешканця становила 34,3 року. На 100 осіб жіночої статі у місті припадало 100,1 чоловіків;  на 100 жінок у віці від 18 років та старших — 92,0 чоловіків також старших 18 років.
Середній дохід на одне домашнє господарство  становив 44 058 доларів США (медіана — 39 934), а середній дохід на одну сім'ю — 50 561 долар (медіана — 48 274). Медіана доходів становила 36 643 долари для чоловіків та 27 000 доларів для жінок. За межею бідності перебувало 18,8 % осіб, у тому числі 16,8 % дітей у віці до 18 років та 15,6 % осіб у віці 65 років та старших.
Цивільне працевлаштоване населення становило 638 осіб. Основні галузі зайнятості: освіта, охорона здоров'я та соціальна допомога — 32,1 %, роздрібна торгівля — 11,0 %, мистецтво, розваги та відпочинок — 10,5 %.

## Відомі уродженці
- Браун Барнум — відомий палеонтолог.